# Masacre de Aucayacu
La masacre de Aucayacu fue una matanza selectiva ocurrida el 6 de agosto de 1986, dirigida hacia varones homosexuales y trabajadoras sexuales, ocurrido en la ciudad peruana de Aucayacu (Huánuco). Los responsables del ataque fueron miembros del Partido Comunista del Perú - Sendero Luminoso durante el conflicto armado interno. La masacre se desarrolló como parte de las políticas de «limpieza social» que el partido maoísta llevaba a cabo en el Frente Nororiental.

## Contexto
El Partido Comunista del Perú - Sendero Luminoso (PCP-SL) y el Movimiento Revolucionario Túpac Amaru (MRTA) eran organizaciones terroristas de extrema izquierda que habían iniciado un conflicto contra el Estado peruano desde la década de 1980, teniendo un comportamiento muy hostil hacia sectores que no fueran simpatizantes a sus posturas ideológicas, como hacia los funcionarios del Estado. Su hostilidad no solo se limitaba a sus opositores políticos, también eran contra todo avance en lo que respecta a derechos de minorías sexuales y de mujeres, a los cuales veían como una consecuencia del capitalismo.

## Antecedentes
PCP-SL creó en los territorios que controlaba los llamados Comités Abiertos Populares, que gobernaban el desarrollo sexual de los pobladores, así como vigilaban que la población bajo su dominio no se salga de los cánones sexuales tradicionales.
La Comisión de la Verdad y la Reconciliación identificó lo siguiente:

Un sector de los pobladores aceptó como oportunos estos ajusticiamientos; más aún, algunos núcleos poblacionales llegaron a demandar la presencia de los subversivos para realizar campañas de limpieza.

## Masacre
El 6 de agosto de 1986 en la ciudad de Aucayacu, provincia de Leoncio Prado, al este del departamento de Huánuco, miembros de Sendero Luminoso secuestraron a 10 personas entre varones homosexuales y mujeres prostitutas; según SL, estos individuos eran «lacras sociales». El número de cada grupo y detalles no se tiene especificado. La masacre llegó a ser aprobada por la población.

## Impacto
El asesinato masivo es considerado uno de los mayores actos de misoginia, homofobia y acciones violentas contra la prostitución en el país. También se califica como una muestra de la masculinidad exacerbada y un legado de discriminación interiorizada hacia minorías sexuales en parte de la población rural.